# John F. Seitz
John Francis Seitz, A.S.C. (Chicago, 23 de junio de 1892-Woodland Hills, California, 27 de febrero de 1979) fue un director de fotografía e inventor estadounidense, en siete ocasiones candidato a un Óscar.

## Carrera
Su carrera en Hollywood comenzó en 1908, como ayudante de laboratorio en la Essanay Film Manufacturing Company, en Chicago. Pasó a trabajar como técnico de laboratorio para la American Film Manufacturing Company (conocida como "Flying A"), también en Chicago.
En 1916, durante la época del cine mudo, se estableció por su cuenta, logrando un gran éxito con su trabajo en la película de Rodolfo Valentino Los cuatro jinetes del Apocalipsis (1921).
Favorito del director Billy Wilder, Seitz trabajó con él en las películas de cine negro Double Indemnity (1944), Días sin huella (1945), y Sunset Boulevard (1950), por cada una de las cuales fue candidato para los Premios Óscar.
A lo largo de su carrera, fue nominado en siete ocasiones al Óscar a la mejor fotografía. En 1929 fue presidente de la American Society of Cinematographers (A.S.C.), cargo en el que permaneció alrededor de un año (era miembro de la asociación desde 1923). En 2002 la A.S.C. dio su nombre al premio Heritage.
Seitz se retiró en 1960 y se dedicó a desarrollar sus inventos en el campo de la fotografía, llegando a registrar 18 patentes. Una de ellas fue la utilización de fondos con pintura mate: una pintura de gran tamaño era fotografiada por separado y más tarde se añadía la escena para hacerla más amplia, añadir efectos y/o crear un cierto sentido de profundidad en los decorados. Es también conocido por sus invenciones con iluminación reducida, que influyeron en el estilo visual característico del cine negro.

## Filmografía
| - The Quagmire (1916) - The Ranger of Lonesome Gulch (1916) - The Bride's Silence (1917) - The Serpent's Tooth (1917) - Whose Wife (1917) - A Game of Wits (1917) - The Mate of the Sally Ann (1917) - Souls in Pawn (1917) - Up Romance Road (1918) - Beauty and the Rogue (1918) - Powers That Prey (1918) - The Westerners (1919) - Hearts are Trumps (1920) - The Sagebrusher (1920) - Shore Acres (1920) - Uncharted Seas (1921) - The Conquering Power (1921) - Los cuatro jinetes del Apocalipsis (1921) - The Prisoner of Zenda (1922) - Trifling Women (1922) - Turn to the Right (1922) - Where the Pavement Ends (1923) - Scaramouche (1923) - The Arab (1924) - Classmates (1924) - The Price of a Party (1924) - Mare Nostrum (1925) - The Magician (1926) - The Fair Co-Ed (1927) - Across to Singapore (1928) - The Trail of '98 (1928) - Outcast (1928) - The Patsy (1928) - Adoration (1928) - The Painted Angel (1929) - The Squall (1929) - A Most Immoral Lady (1929) - Hard to Get (1929) - Careers (1929) - Her Private Life (1929) - The Divine Lady (1929) - Saturday's Children (1929) - In the Next Room (1930) - Back Pay (1930) - Sweethearts and Wives (1930) - Murder Will Out (1930) - The Bad Man (1930) - Road to Paradise (1930) - Kismet (1930) - East Lynne (1931) - Merely Mary Ann (1931) - Misbehaving Ladies (1931) - Chantaje (Hush Money, 1931) - Men of the Sky (1931) - Young Sinners (1931) - The Age for Love (1931) - The Right of Way (1931) - Over the Hill (1931) - Careless Lady (1932) - The Woman in Room 13 (1932) - A Passport to Hell (1932) - She Wanted a Millionaire (1932) - Six Hours to Live (1932) - Mr. Skitch (1933) - Paddy the Next Best Thing (1933) - Ladies They Talk About (1933) - Dangerously Yours (1933) - Adorable (1933) - Marie Galante (1934) - Springtime for Henry (1934) - All Men Are Enemies (1934) - Coming Out Party (1934) - Curly Top (1935) - Navy Wife (1935) - Helldorado (1935) - Our Little Girl (1935) - Redheads on Parade (1935) - The Littlest Rebel (1935) | - One More Spring (1935) - The Country Doctor (1936) - 15 Maiden Lane (1936) - Poor Little Rich Girl (1936) - Captain January (1936) - Madame X (1937) - Between Two Women (1937) - Carnival in Paris (1937) - Love is a Headache (1937) - Navy Blue and Gold (1937) - A Christmas Carol (1938) - The Adventure of Huckleberry Finn (1938) - Lord Jeff (1938) - Stablemates (1938) - Young Dr. Kildare (1938) - The Crowd Roars (1938) - The Hardy's Ride High (1939) - Thunder Afloat (1939) - Bad Little Angel (1939) - Sergeant Madden (1939) - 6,000 Enemies (1939) - A Little Bit of Heaven (1940) - Dr. Kildare's Strange Case (1940) - Dr. Kildare's Crisis (1940) - Sullivan's Travels (1941) - Fly-By-Night (1942) - This Gun for Hire (1942) - Lucky Jordan (1942) - The Moon and Sixpence (1942) - Cinco tumbas a El Cairo (1943) - Casanova Brown (1944) - The Hour Before the Dawn (1944) - El milagro de Morgan's Creek (1944) - Hail the Conquering Hero (1944) - Double Indemnity (1944) - The Unseen (1945) - Días sin huella (1945) - Home Sweet Homicide (1946) - The Imperfect Lady (1946) - Calcutta (1947) - The Well Groomed Bride (1946) - Saigon (1947) - Wild Harvest (1947) - On Our Merry Way (1948) - Night Has a Thousand Eyes (1948) - The Big Clock (1948) - Beyond Glory (1948) - Chicago Deadline (1949) - The Great Gatsby (1949) - Sunset Boulevard (1950) - Captain Carey, U.S.A. (1950) - Molly (1950) - Appointment with Danger (1951) - When Worlds Collide (1951) - Dear Brat (1951) - The Iron Mistress (1952) - The Savage (1952) - The San Francisco Story (1952) - Invaders from Mars (1953) - Botany Bay (1953) - Desert Legion (1953) - Fort Algiers (1953) - The Rocket Man (1954) - Rogue Cop (1954) - Saskatchewan (1954) - Many Rivers to Cross (1954) - The McConnell Story (1955) - Hell on Frisco Bay (1955) - A Cry in the Night (1956) - The Big Land (1956) - Santiago (1956) - The Deep Six (1958) - The Badlanders (1958) - The Man in the Net (1959) - Island of Lost Women (1959) - Guns of the Timberland (1960) |

## Premios y distinciones
Premios Óscar
| Año  | Categoría                          | Película                    | Resultado |
| ---- | ---------------------------------- | --------------------------- | --------- |
| 1929 | Mejor fotografía                   | Trafalgar                   | Nominado  |
| 1944 | Mejor fotografía en blanco y negro | Cinco tumbas al Cairon      | Nominado  |
| 1945 | Mejor fotografía en blanco y negro | Perdición                   | Nominado  |
| 1946 | Mejor fotografía en blanco y negro | Días sin huella             | Nominado  |
| 1951 | Mejor fotografía en blanco y negro | El crepúsculo de los dioses | Nominado  |
| 1952 | Mejor fotografía - Color           | Cuando los mundos chocan    | Nominado  |
| 1955 | Mejor fotografía - Blanco y negro  | Prisionero de su traición   | Nominado  |

- Globo de Oro: Mejor fotografía en blanco y negro El crepúsculo de los dioses; 1951.